# Thomas Hellbrück
Thomas Hellbrück (* 14. März 1959 in Saarlouis) ist ein deutscher Politiker und ehemaliges Mitglied der CDU. Er war von  1999 bis 2004 Mitglied des saarländischen Landtages.

## Leben und Beruf
Thomas Hellbrück absolvierte von 1965 bis 1973 die Grund- und Hauptschule Hargarten in Reimsbach. Es folgte 1973/74 ein Kaufmännisches Berufsgrundbildungsjahr und von 1974 bis 1977 eine Ausbildung zum Kaufmann. Mit kurzem Abstand folgte von 1978 bis 1981 eine Ausbildung zum Krankenpfleger. Er arbeitete in diesem Beruf von 1981 bis 1989 als OP-Fachpfleger an der St. Elisabeth-Klinik in Saarlouis und von 1989 bis 1999 wiederum als OP-Fachpfleger an der St. Elisabeth-Klinik in Wadern.
Er ist römisch-katholischen Glaubens, verheiratet und hat zwei Kinder.

## Politik
Thomas Hellbrück trat 1973 in die Junge Union ein und war dort über eine längere Zeit stellvertretender Vorsitzender. 1981 trat er in die CDU ein und war seit 1985 Vorsitzender seiner Partei im Ortsverband Hargarten und seit 1994 Vorsitzender des Gemeindeverbandes Beckingen. Er gehörte von 1999 bis 2004 als Abgeordneter dem Landtag des Saarlandes an. Dort war er unter anderem landwirtschaftspolitischer Sprecher der CDU-Landtagsfraktion.
2009 trat Hellbrück aus der CDU aus und gab an, in die FDP übertreten zu wollen.